# Roger Tréhin
Roger Tréhin, né le 6 janvier 1963 à Lorient, est un coureur cycliste et directeur sportif français. Coureur amateur durant les années 1980 et 1990, il dirige le pôle espoirs Bretagne-Sud à compter de 1999, et est directeur sportif de l'équipe Fortuneo-Vital Concept depuis sa création sous le nom de Bretagne-Jean Floc'h en 2004.

## Biographie
Coureur amateur durant les années 1980 et 1990, il court successivement au VS Lorient, au VC Rennais, au Véloce Vannes, au CCOP Lorient et VC Pays de Lorient. Il met fin à sa carrière en septembre 1998.
En 1999, il prend la direction du pôle espoirs Bretagne-Sud, à Lorient.
En 2005, il devient l'un des directeurs sportifs de la nouvelle équipe professionnelle Bretagne-Jean Floc'h.
En parallèle, il mène une vie sociale riche, étant notamment un éducateur très impliqué dans la vie de quartier à Lorient .

## Palmarès
- 1985
  - 4e étape du Tour d'Émeraude
  - Grand Prix de la Tomate
  - 3e du Triomphe breton
- 1986 
  - Route bretonne
  - 3e du Circuit du Morbihan
- 1988
  - 2e du Tour d'Émeraude
- 1989 
  - Circuit du Morbihan
  - Essor breton :
    - Classement général
    - 3e étape

  - Tour de Tarn-et-Garonne
  - 3e de Manche-Atlantique
- 1991
  - 2e de Manche-Atlantique
- 1992
  - Grand Prix Gilbert-Bousquet
  - 2e du Grand Prix de Névez
- 1993
  - Grand Prix de la Pentecôte à Moncontour
  - 3e du Tour d'Émeraude